# Мишааль бинт Фахд Аль Сауд
Мишааль бинт Фахд ибн Мухаммед Аль Сауд (араб. مشاعل بنت فهد بن محمد آل سعود‎; 1958 — 15 июля 1977, Джидда, Мекка) — принцесса из дома Саудов, которая была казнена по обвинению в прелюбодеянии. Мишааль была внучкой Мухаммада ибн Абдул-Азиза, который в свою очередь приходился старшим братом королю Халиду.

## Биография
Мишааль бинт Фахд Аль Сауд училась в Ливане. Во время учёбы она влюбилась в Халида аш-Шаира аль-Мухалхала (араб. خالد الشاعر المهلهل‎), сына посла Саудовской Аравии в Ливане. Когда Мишааль вернулась в Саудовскую Аравию, стало известно, что несколько раз она встречалась с Халидом без свидетелей. На основании этого им было предъявлено обвинение в прелюбодеянии. Мишааль попыталась сымитировать собственное утопление, но была поймана при попытке покинуть территорию Саудовской Аравии. Она была узнана сотрудником аэропорта Джидды, из которого пыталась вылететь, выдав себя за мужчину. После поимки она была возвращена семье.
Законодательство Саудовской Аравии основано на шариате, который предусматривает смертную казнь за внебрачные половые связи, но для осуждения требуется четыре свидетеля-мужчины или собственное признание человека, совершившего прелюбодеяние. Свидетели, видевшие прелюбодеяние, отсутствовали. Мишааль, скорее всего, признала себя виновной на суде.
15 июля 1977 года состоялась публичная казнь Мишааль бинт Фахд и её возлюбленного. Мишааль завязали глаза, заставили встать на колени, после чего ей выстрелили в голову. На казни присутствовал её дед, который руководил действиями палача, казнившего Мишааль. Она была казнена за то, что своим поступком она, по мнению саудитов, обесчестила семью и нарушила правило, по которому она должна была выйти замуж за человека, выбранного её семьёй . Халид, который был вынужден наблюдать казнь Мишааль, был казнён после неё путём обезглавливания мечом. В роли палача Халида, возможно, выступил один из родственников Мишааль. Чтобы отрубить голову Халиду, палачу потребовалось нанести 5 ударов мечом, что указывает на то, что казнь была совершена непрофессионалом.
После казни положение женщин в Саудовской Аравии ухудшилось. Религиозная полиция начала патрулировать базары, магазины, а также другие места, в которых могли встретиться мужчины и женщины. Позднее деда Мишааль, принца Мухаммада, спросили, была ли казнь Мишааль и Халида необходима, на что он ответил: «Для меня было достаточно, что они находились вместе в одной комнате».

## «Смерть принцессы»
Через некоторое время после инцидента с Мишааль её историей заинтересовался британский сценарист Энтони Томас. Он взял ряд интервью у участников и свидетелей данного инцидента. На основе собранных Томасом материалов канал Би-би-си создал документальный фильм «Смерть принцессы». На 9 апреля 1980 года был запланирован показ фильма на канале «ITV», а через месяц после этого — на канале «PBS». Известие о планирующемся показе фильма вызвало протесты, а также сильное дипломатическое, экономическое и политическое давление на Великобританию со стороны Саудовской Аравии. После того, как фильм был показан в Великобритании, король Халид, на тот момент возглавлявший Саудовскую Аравию, выслал британского посла из страны.
Трансляция фильма в США также вызвала протесты. Против показа выступила компания «Mobil Oil Corporation», один из спонсоров канала «PBS». Несмотря на это, 12 мая 1980 года трансляция фильма всё же состоялась, хотя и не во всех штатах. В 2005 году фильм был показан повторно.
Король Халид предлагал «PBS» 11 миллионов долларов за отказ от показа фильма.
По мнению автора фильма Энтони Томаса, никакого суда над Мишааль вовсе не проводилось, а её казнь была осуществлена в неофициальном порядке.